# 佐田大陸
佐田 大陸（さだ たいりく、1984年8月11日 - ）は、長野県出身の、日本のヴァイオリニスト。血液型はA型。

## 人物・来歴
- さだまさしの長男として生まれる。妹はPretty Bachの詠夢、叔父はさだ企画社長で元サッカー選手の繁理、叔母は歌手の玲子。ゴスペラーズの北山陽一は義弟にあたる。
- 東京音楽大学付属高等学校、桐朋学園大学音楽学部卒業[要出典]。桐朋学園大学院大学修了[要出典]。
  - 父親が果たせなかったヴァイオリニストの道を歩み、現在は主にアンサンブルを中心に研鑽を重ねている。
- 2008年にヴァイオリン×2とピアノの編成によるTSUKEMENという音楽ユニットでデビュー。ユニット内では「TAIRIK」（「TAIRIKU」から改名）名義で活動。
  - 2009年1月28日にファーストアルバム「序奏〜プロローグ」（日本音声保存）を発表した。
  - 2010年3月24日にセカンドアルバム「BASARA」（キングレコード）でメジャーデビューする。
- 2014年12月31日付のブログで結婚したことを発表した。

## ディスコグラフィー
- 塩谷靖子『千の風』（2007年）
  - 第一ヴァイオリン、コンサートマスターとして参加。
- さだまさし『Mist』（2007年） 
  - 「赤い月」「桜桜咲くラプソディ」の2曲で参加。本作では、もともとさだまさし自身がヴァイオリンを演奏する予定だったが、五十肩により演奏が困難になっていたため急遽参加し、親子共演を果たすことになった。
- CHAGE『Many Happy Returns』（2009年）
  - 「飾りじゃないのよ涙は」で松浦亜弥と競演。
- 芹沢ブラザーズ 『All alone in the world』（2014年）

## 映画出演
- 『白ゆき姫殺人事件』芹沢ブラザーズ 雅也役 （2014年）

## テレビ出演
- 栗原はるみのキッチン日和 （NHK教育「きょうの料理」月一コーナー・2021年4月 - ）